# Robbo
Robbo – komputerowa gra logiczno-zręcznościowa, stworzona przez Janusza Pelca i wydana w 1989 roku przez przedsiębiorstwo LK Avalon na komputerach Atari XL/XE. W Polsce zdobyła znaczną popularność. Została później przeniesiona na szereg innych platform, wliczając w to wersję dla MS-DOS-a wydaną także w Stanach Zjednoczonych pod tytułem Adventures of Robbo.

## Rozgrywka
Mechanika gry została częściowo zainspirowana grą Boulder Dash, ale została względem niej znacznie rozbudowana. Obecna w Boulder Dash grawitacja została tu wyeliminowana, co upodabnia Robbo do gry Sokoban.
Gracz steruje poczynaniami tytułowego robota Robbo, mając na celu pokonanie szeregu planet (56 w oryginalnej wersji na Atari), z których każda jest przewijanym pionowo labiryntem wypełnionym rozmaitymi przedmiotami i przeszkodami. Na każdym poziomie celem jest zebranie rozrzuconych po całej planszy śrubek, a następnie dotarcie do kapsuły, która zabiera bohatera na kolejną planetę. Dążąc do celu Robbo musi unikać pułapek – takich jak biegające stworki, strzelające działka i lasery, oraz magnesy. Oprócz śrubek gracz natrafi też na inne przedmioty i obiekty, jak klucze do otwierania drzwi, naboje do zabijania wrogów i niszczenia blokującego przejście gruzu, skrzynki które można przesuwać, bomby które eksplodują trafione przez wystrzał, oraz lustra które teleportują bohatera w inne miejsce planszy.

## Produkcja i edycje gry
Robbo został zaprojektowany i zaprogramowany przez polskiego programistę Janusza Pelca w 1989 roku dla komputerów Atari XL/XE. Gra była pierwszym produktem wydanym przez spółkę Laboratorium Komputerowe Avalon, którą Pelc założył wspólnie ze szkolnym kolegą Tomaszem Pazdanem w Rzeszowie w tym samym roku; obaj mieli wówczas 19 lat i byli świeżo po maturze. Przedsiębiorstwo opublikowało też za pośrednictwem emitowanej przez Rozgłośnę Harcerską audycji Radiokomputer wersję demonstracyjną, będącą reklamą takoż gry, jak i wydawcy – zawierała 4 unikatowe plansze oraz adresy oficjalnych dystrybutorów oprogramowania Avalonu. Każdy zainteresowany mógł nagrać sygnał dźwiękowy na taśmę, po czym odczytać go jako program na Atari XL/XE.
W instrukcji pierwszego wydania Robbo ogłoszono konkurs, zgodnie z zasadami którego pierwsze pięć osób, które przesłało do Avalonu opis zakończenia gry, miało otrzymać w nagrodę egzemplarz następnej gry wydanej przez LK Avalon. Do 1991 roku na adres przedsiębiorstwa dotarło kilka tysięcy zgłoszeń.
Robbo był pierwszym sukcesem Avalonu – studio odbierało od graczy listy, w których wyrażali zdziwienie, że gra nie jest produktem zachodnim, lecz rodzimym, oraz prosili o wydanie kontynuacji. Sukces ten nie miał jednak wymiaru finansowego, ponieważ w Polsce brakowało wówczas rozwiązań prawnych penalizujących piractwo komputerowe.
LK Avalon nie wydał kontynuacji gry, aczkolwiek Pelc stworzył edytor poziomów pt. Robbo Konstruktor, wydany przez Avalon w grudniu 1990 w zestawie z grą Lasermania. Narzędzie to pozwala użytkownikom 8-bitowych komputerów Atari tworzyć nowe wersje gry Robbo, zawierające do 32 samodzielnie zaprojektowanych plansz. Wydanie tego programu zaowocowało nowymi wersjami gry, tworzonymi przez entuzjastów; w 2016 roku nadal powstawały nowe zestawy plansz.
Pelc opuścił Avalon w 1990 roku i rozpoczął pracę w krakowskiej spółce Doctor Q, w której pracował jego znajomy Maciej Miąsik. Pracując tam, obaj programiści rozpoczęli prace nad konwersją Robbo dla komputerów PC z systemem MS-DOS, czego efektem była wersja demo zawierająca 6 plansz, opublikowana w 1991 roku. Gdy w tym samym roku Marek Kubowicz, jeden z prezesów Doctor Q, zdecydował się założyć nowe przedsiębiorstwo XLand z zamiarem wydawania gier, Pelc i Miąsik dołączyli do niego. Obaj autorzy wersję Robbo dla systemu DOS ukończyli już w XLandzie, który wydał grę w Polsce w 1993 roku. Ta wersja ma ulepszoną grafikę VGA w 256 kolorach, samplowany dźwięk i muzykę, oraz dodatkowe 4 plansze, co daje razem 60 poziomów.
Za pośrednictwem Epic MegaGames wersja na platformę PC została wydana w tym samym roku na rynku amerykańskim pod tytułem Adventures of Robbo. W sprzedaży wysyłkowej gra była dostępna osobno oraz w pakiecie Epic Puzzle Pack wraz z 2 innymi grami XLandu – Heartlightem i Electro Manem.
Również w 1993 roku Avalon opublikował wersję dla komputera Commodore 64, zaprogramowaną przez Sławomira Nowaka, wówczas ucznia szkoły średniej. Ta wersja zawiera 76 plansz.
W 1994 roku Rafał Janicki i Paweł G. Angerman, uczniowie z technikum elektronicznego w Zduńskiej Woli, stworzyli Robbo dla Atari ST. Ta wersja zawiera w sumie 136 plansz, w tym oryginalne plansze z Robbo I/II i kilkanaście dużych plansz, w odróżnieniu od oryginału rozbudowanych zarówno w pionie, jak i w poziomie. Gra została wydana przez pabianickie przedsiębiorstwo Larix w nakładzie ok. 80 egzemplarzy.
LK Avalon wróciło do gry Robbo, wydając 30 czerwca 2000 roku konwersję dla systemu Windows pod tytułem Robbo Millenium. Ta wersja zawiera 130 poziomów, w tym wszystkie plansze z oryginalnej gry na Atari, a także nową grafikę i dźwięk, oraz intro z prerenderowaną grafiką 3D. Dostępny był też wariant retro gry. W 2014 roku gra wciąż była w sprzedaży, zarówno w wersji pudełkowej, jak i elektronicznej.
25 czerwca 2006 roku Maciej Miąsik, po uzyskaniu zgody od właścicieli praw autorskich, udostępnił wszystkie 3 gry z zestawu Epic Puzzle Pack, w tym Adventures of Robbo, na licencji Creative Commons BY-SA 2.5, za pośrednictwem serwisu Classic DOS Games.
W roku 2010 oryginalna wersja Robbo została przeniesiona przez studio U-Play Interactive na platformę iOS w ścisłej współpracy z Januszem Pelcem, i wydana pod tytułem iRobbo.

### Wersje nieoficjalne
Robbo został przekonwertowany na wiele współczesnych systemów operacyjnych i urządzeń przenośnych. Istnieje np. wieloplatformowy port o nazwie GNU Robbo, rozwijany od 2002 roku i dostępny na licencji GNU GPL. Według dokumentacji projektu, uzyskał on aprobatę Janusza Pelca, który jest właścicielem praw autorskich do wersji na małe Atari, podczas gdy konwersja XLandu jest obecnie własnością Avalonu.
Powstały też wersje dla telefonów komórkowych wyposażonych w środowisko uruchomieniowe platformy Java ME. W 2010 powstała nieoficjalna konwersja dla systemu Google Android, opublikowana w sklepie Google Play pod tytułem Robboid.